# Napredak u veštačkoj inteligenciji
Napredak u veštačkoj inteligenciji (VI) odnosi se na progres, prekretnice i prodore koji su postignuti u oblasti veštačke inteligencije tokom vremena. Veštačka inteligencija je multidisciplinarna grana računarske nauke koja ima za cilj stvaranje mašina i sistema sposobnih za obavljanje zadataka koji obično zahtevaju ljudsku inteligenciju. Aplikacije veštačke inteligencije su korišćene u širokom spektru oblasti uključujući medicinsku dijagnozu, ekonomsko-finansijske aplikacije, kontrolu robota, pravo, naučna otkrića, video igre i igračke. Međutim, mnoge VI aplikacije se ne doživljavaju kao veštačka inteligencija: „Mnogo najsavremenije VI se filtriralo u opšte aplikacije, često bez da se nazivaju veštačka inteligencija, jer kada nešto postane dovoljno korisno i dovoljno uobičajeno, više se ne označava kao VI.“ „Mnoge hiljade VI aplikacija su duboko ugrađene u infrastrukturu svake industrije.“ Krajem 1990-ih i početkom 21. veka, AI tehnologija je postala široko korišćena kao elementi većih sistema, ali su ovoj oblasti retko priznate zasluge za ove uspehe u to vreme.
Kaplan i Henlajn strukturiraju veštačku inteligenciju kroz tri evolucione faze: 1) uska veštačka inteligencija – primena VI samo na specifične zadatke; 2) opšta veštačka inteligencija – primena veštačke inteligencije na nekoliko oblasti, i sposobnost VI da autonomno rešava probleme za koje nije neposredno dizajnirana; i 3) veštačka super inteligencija – primena veštačke inteligencije na bilo koju oblast sa sposobnošću za ispoljavanje naučne kreativnosti, društvenih veština i opštu mudrosti.
Da bi se omogućilo poređenje sa ljudskim performansama, veštačka inteligencija se može proceniti na ograničenim i dobro definisanim problemima. Takvi testovi su nazvani Tjuringovi testovi stručnjaka. Takođe, manji problemi pružaju ostvarljivije ciljeve i sve je veći broj pozitivnih rezultata.
Ljudi i dalje značajno nadmašuju GPT-4 i modele obučene na ConceptARC merilu, koji su postigli 60% u većini kategorija i 77% u jednoj kategoriji, dok su ljudi manifestovali 91% u svim i 97% u jednoj kategoriji.

## Spoljašnje veze
- MIRI database of predictions about AGI